# Bhagodi, Chitapur
Bhagodi là một làng thuộc tehsil Chitapur, huyện Gulbarga, bang Karnataka, Ấn Độ.